# Juanín Bilbao
Juan Bilbao Mintegi (Bilbao, 5 de septiembre de 1900 - ?) más conocido como Juanín fue un futbolista español, que se desempeñaba como defensa. Se desconoce la fecha de fallecimiento.
Se inició como futbolista en el CA Osasuna pasando al Athletic Club en 1926, aunque en 1925 ya disputó un encuentro amistoso con el club bilbaíno ante Boca Juniors. Durante su etapa en el Athletic Club disputó 59 partidos y logró siete tantos.
Fue internacional con la selección española en dos encuentros: el primero el 4 de octubre de 1925 ante Hungría y el segundo el 17 de abril de 1927 ante Suiza. Ambos encuentros acabaron con victoria española por 1 a 0.

## Clubes
| Club          | País   | Año       |
| ------------- | ------ | --------- |
| CA Osasuna    | España | 1922-1926 |
| Athletic Club | España | 1926-1930 |

## Palmarés

### Campeonatos regionales
| Título                         | Club          | País   | Año  |
| ------------------------------ | ------------- | ------ | ---- |
| Campeonato Regional de Vizcaya | Athletic Club | España | 1928 |
| Campeonato Regional de Vizcaya | Athletic Club | España | 1929 |

### Campeonatos nacionales
| Título        | Club          | País   | Año  |
| ------------- | ------------- | ------ | ---- |
| Liga Española | Athletic Club | España | 1930 |
| Copa del Rey  | Athletic Club | España | 1930 |